# Медична допомога
Меди́чна допомо́га — діяльність професійно підготовлених медичних працівників, спрямована на профілактику, діагностику та лікування у зв'язку з хворобами, травмами, отруєннями і патологічними станами, а також у зв'язку з вагітністю та пологами.
Медична допомога надається безоплатно за рахунок бюджетних коштів у закладах охорони здоров’я та фізичними особами - підприємцями, які зареєстровані та одержали в установленому законом порядку ліцензію на провадження господарської діяльності з медичної практики, з якими головними розпорядниками бюджетних коштів укладені договори про медичне обслуговування населення .

## Види медичної допомоги[1]

#### Кожен громадянин має право на безоплатне отримання у державних та комунальних закладах охорони здоров’я медичної допомоги, до якої належать
- екстрена медична допомога - медична допомога, яка полягає у здійсненні медичними працівниками відповідно до закону невідкладних організаційних, діагностичних та лікувальних заходів, спрямованих на врятування та збереження життя людини у невідкладному стані та мінімізацію наслідків впливу такого стану на її здоров'я;
- первинна медична допомога - це медична допомога, що передбачає надання консультації, проведення діагностики та лікування найбільш поширених хвороб, травм, отруєнь, патологічних, фізіологічних (під час вагітності) станів, здійснення профілактичних заходів; направлення відповідно до медичних показань пацієнта, який не потребує екстреної медичної допомоги, для надання йому спеціалізованої медичної допомоги; надання невідкладної медичної допомоги у разі розладу фізичного чи психічного здоров’я пацієнта, який не потребує екстреної, спеціалізованої медичної допомоги.;
- спеціалізована медична допомога - медична допомога, що надається в амбулаторних або стаціонарних умовах лікарями відповідної спеціалізації (крім лікарів загальної практики - сімейних лікарів) у плановому порядку або в екстрених випадках і передбачає надання консультації, проведення діагностики, лікування та профілактики хвороб, травм, отруєнь, патологічних і фізіологічних (під час вагітності та пологів) станів, у тому  числі із застосуванням високотехнологічного обладнання та/або високоспеціалізованих медичних процедур високої складності; направлення пацієнта відповідно до медичних показань для надання спеціалізованої медичної допомоги з іншої спеціалізації.;
- паліативна допомога - це комплекс заходів, спрямованих на покращення якості життя пацієнтів усіх вікових категорій та членів їхніх родин, які зіткнулися з проблемами, пов’язаними із захворюваннями, що загрожують життю. Такий комплекс передбачає заходи щодо запобігання та полегшення страждань пацієнта через ранню ідентифікацію та оцінку симптомів, полегшення болю та подолання інших фізичних, психосоціальних і духовних проблем.
- медична експертиза та реабілітація - окремі види допомоги та послуг, які надаються  професійно підготовленими медичними працівниками, фахівцями з реабілітації.

### Медична допомога може надаватися
- за місцем знаходження, проживання (перебування) пацієнта;
- в амбулаторних умовах; в умовах денного стаціонару;
- у стаціонарних умовах.

## Види медичної допомоги в умовах надзвичайних ситуаціях у мирний та воєнний час

### В умовах надзвичайних ситуаціях у мирний та воєнний час, виділяють наступні види медичної допомоги
1. Перша медична допомога (ПМД) - вид допомоги, яка включає дії травмованого або сторонніх осіб відразу після поранення, що направлені на збереження життя постраждалого. Тобто ПМД -   самодопомога та/або взаємодопомога, яка надається санітарами та/або рятівниками, або іншими медичними працівниками в осередку санітарних втрат (поля бою, місце надзвичайної ситуації, місце пригоди тощо)[джерело?]
2. Долікарська медична допомога - вид медичної допомоги, яка включає комплекс заходів, направлених на збереження життя і здоров'я, що надається середнім медичним персоналом (медична сестра, фельдшер)  в осередку санітарних втрат (поля бою, місце надзвичайної ситуації, місце пригоди тощо) або під час медичної евакуації.
3. Перша лікарська М. П. — На МПП[уточнити термін] (2-3 години), лікар загального профілю[джерело?]
4. Кваліфікована М. П. — ОМедБ[уточнити термін] (8-12 годин)[джерело?]
5. Спеціалізована М. П. — (впродовж перших діб) в шпиталях, лікарнях.[джерело?]

### Перша медична допомога (<30 хв.)
ПМД спрямована на:
- Врятування життя хворих
- Припинення або зменшення дії уражаючих факторів
- Запобігання розвитку небезпечних для життя ускладнень
- Підготовка до вивезення

Включає в себе:
- Врятування життя хворого
- Усунення причин, здатних призвести до смерті
- Заходи спрямовані на боротьбу з асфіксією
- Тимчасова зупинка зовнішньої кровотечі
- Знеболювання
- Іммобілізація
- Накладення асептичної пов'язки
- Введення антидотів, дегазація
- Приймання протиблювотних препаратів

### Долікарська допомога (1,5— 2 години)
Спрямована на:
- Врятування життя
- Запобігання у них розвитку важких ускладнень
- Підготовка до перевезення

Включає в себе:
1. Усунення асфіксії
2. Контроль за правильністю та доцільності накладення джгута
3. Введення знеболювальних і протишокових препаратів
4. Поліпшення транспортної іммобілізації
5. Введення серцевого-судинних та інших медикаментів
6. Повторне введення антидотів
7. Повторна часткова санітарна обробка відкритих ділянок
8. Накладення та виправлення пов'язок.
9. Зігрівання хворих, гаряче пиття

### Перша лікарська допомога (2-3 години)
Спрямована на:
- Боротьбу з загрозливими для життя наслідками (асфіксія, крововтрата, шок…)
- Запобігання розвитку інфекційних ускладнень
- Надання невідкладної допомоги хворим

Включає в себе:
- Невідкладні заходи (за життєвими показаннями)
  - Усунення гострої дихальної недостатності
  - Зупинка зовнішньої кровотечі
  - Дегазація рани при зараженні її ОВ
  - Новокаїнові блокади при шоці
  - Переливання крові і кровозамінників
  - Транспортна іммобілізація
  - Відсікання кінцівки, що висить на клапті м'яких тканин
  - Катетеризація сечового міхура
  - Введення антидотів і сироваток (за показаннями)

### Кваліфікована мед. допомога (8-12 год)
Виявляється з метою:
- усунення загрозливих для життя наслідків поранень
- Попередження розвитку ускладнень

Поділяється на:
- Хірургічну
- Терапевтичну

Хірургічна включає в себе невідкладні заходи:
- Усунення асфіксії та відновлення адекватного дихання
- Остаточну зупинку внутрішнього і зовнішнього кровотечі
- Некротомію при глибоких опіках, викликають розлад дихання
- Лікування анаеробної інфекції
- Хірургічну обробку і ушивання ран при відкритому пневмотораксі
- Лапаротомії при пораненнях живота
- Декомпресійну трепанацію черепа

Терапевтична допомога включає в себе невідкладні заходи:
- Санітарна обробка р/б при отруєнні ОР
- Введення антидотів та протиботулінічної сироватки
- Комплексна терапія гострої серцево-судинної недостатності
- Комплексна терапія гострої дихальної недостатності
- Дегідратація при набряку мозку
- Корекція кислотно-основного балансу
- Комплекс заходів при попаданні всередину ОР
- Введення знеболювальних, десенсебілізуючих, протиблювотних і ін
- Застосування транквілізаторів, нейролептиків
- Протисвербіжні засоби при дерматозах викликаних і іпритом

Спеціалізована медична допомога надається відповідними фахівцями з використанням спеціального обладнання та апаратури у спеціалізованих закладах (відділеннях) з метою максимального відновлення втрачених функцій органів ат систем, лікування потерпілих до повного видужання, включаючи реабілітацію.
У лікувальних закладах, розташованих за межами осередку катастрофи, виникає необхідність у наданні спеціалізованої медичної допомоги таким категоріям потерпілих:
- з ушкодженнями голови, шиї, хребта та периферичних нервів;
- з ушкодженням опорно-рухового апарату;
- з ушкодженням грудної клітки, черевної порожнини;
- з опіками;
- із променевою хворобою, із отруєнням СДОР;
- інфекційним хворим;
- особам з розладами психічної діяльності та іншим.

Треба зазначити, що кваліфікована та спеціалізована медична допомога тісно взаємопов'язані і між ними важко провести чітку межу. Такий вид допомоги передбачає максимальне використання досягнень медичної допомоги в практиці лікування потерпілих в екстремальних ситуаціях, її виконанням завершується надання повного комплексу медичної допомоги потерпілим.
Провідну роль у підготовці, організації і наданні кваліфікованої та спеціалізованої медичної допомоги повинні відігравати центри екстреної медичної допомоги. У разі виникнення необхідності до надання спеціалізованої допомоги потерпілим залучаються спеціалізовані бригади постійної готовності другої черги.
Питання щодо терміну надання спеціалізованої медичної допомоги вирішується особисто з кожним потерпілим, однак, судячи з досвіду, вона повинна бути надана впродовж перших двох-трьох діб з моменту ушкодження.